# Oxytropis marco-poloi
Oxytropis marco-poloi är en ärtväxtart som beskrevs av I.T. Vassilczenko. Oxytropis marco-poloi ingår i släktet klovedlar, och familjen ärtväxter. Inga underarter finns listade i Catalogue of Life.